# 武内慎
武内 慎（たけうち しん、2000年8月7日 - ）は、日本出身のラグビーユニオン選手。2025年現在ジャパンラグビーリーグワンに参戦する浦安D-Rocksに所属している。

## プロフィール
- 大阪府大阪市阿倍野区出身[1]。
- ポジションはロック(LO)、フランカー(FL)。
- 身長 191 cm、体重 110 kg
- U20日本代表に選ばれたことがある[2]。

## 来歴
中学1年生からラグビーを始めた。
2019年、石見智翠館高校卒業後、明治大学に入る。なお石見智翠館高校時代、高校日本代表に選ばれたことがある。
2023年1月、アーリーエントリーで浦安D-Rocksに加入。同年12月9日に行われたJAPAN RUGBY LEAGUE ONE第1節NECグリーンロケッツ東葛戦にて先発出場でリーグワン公式戦初出場を果たした。
2024年6月、GPSラグビークラブに留学。